# Parafia św. Józefa i Wszystkich Świętych w Myjomicach
Parafia świętego Józefa i Wszystkich Świętych w Myjomicach – parafia rzymskokatolicka znajdująca się w diecezji kaliskiej, w dekanacie Kępno.